# Lee Kiefer
Lee Kiefer (Cleveland, 1994. június 15. –) kétszeres olimpiai bajnok és egyszeres világbajnok amerikai női tőrvívó.
Négyszeres NCAA-győztes, 12-szeres pánamerikai bajnok, a 2018-as év világbajnoka csapatban. Négy olimpián vett részt (2012, 2016, 2020, 2024), utóbbi kettőn, Tokióban és Párizsban aranyérmet nyert egyéni női tőrvívásban.
Jobbkezes vívó. Férje a szintén vívó Gerek Meinhardt.